# Teliocrinus
Teliocrinus is een geslacht van zeelelies uit de familie Cainocrinidae.

## Soort
- Teliocrinus springeri (A.H. Clark, 1909)